# Portugals försvarsmakt

Truppfana för Portugals väpnade styrkor.

Portugals försvarsmakt (portugisiska: Forças Armadas de Portugal) utgör landets militär. De väpnade styrkorna ingår i försvarsministeriet och består av tre vapenslag: marinen (portugisiska: Marinha Portuguesa), armén (portugisiska: Exército Português) och flygvapnet (portugisiska: Força Aérea Portuguesa). Portugals president är landets högste befälhavare, men militären styrs i praktiken genom premiärministern och regeringen. Försvarsministern ingår i regeringen och är överordnad försvarschefen som är den högsta yrkesmilitära befattningen. 
Republikanska gardet (portugisiska: Guarda Nacional Republicana) är en militärt organiserad polisstyrka, under inrikesministeriet, som i händelse av krig eller annat nödläge kan infogas under gemensam ledning med den övriga militären.
Portugal har varit medlem i försvarsalliansen Nato sedan grundandet 1949.

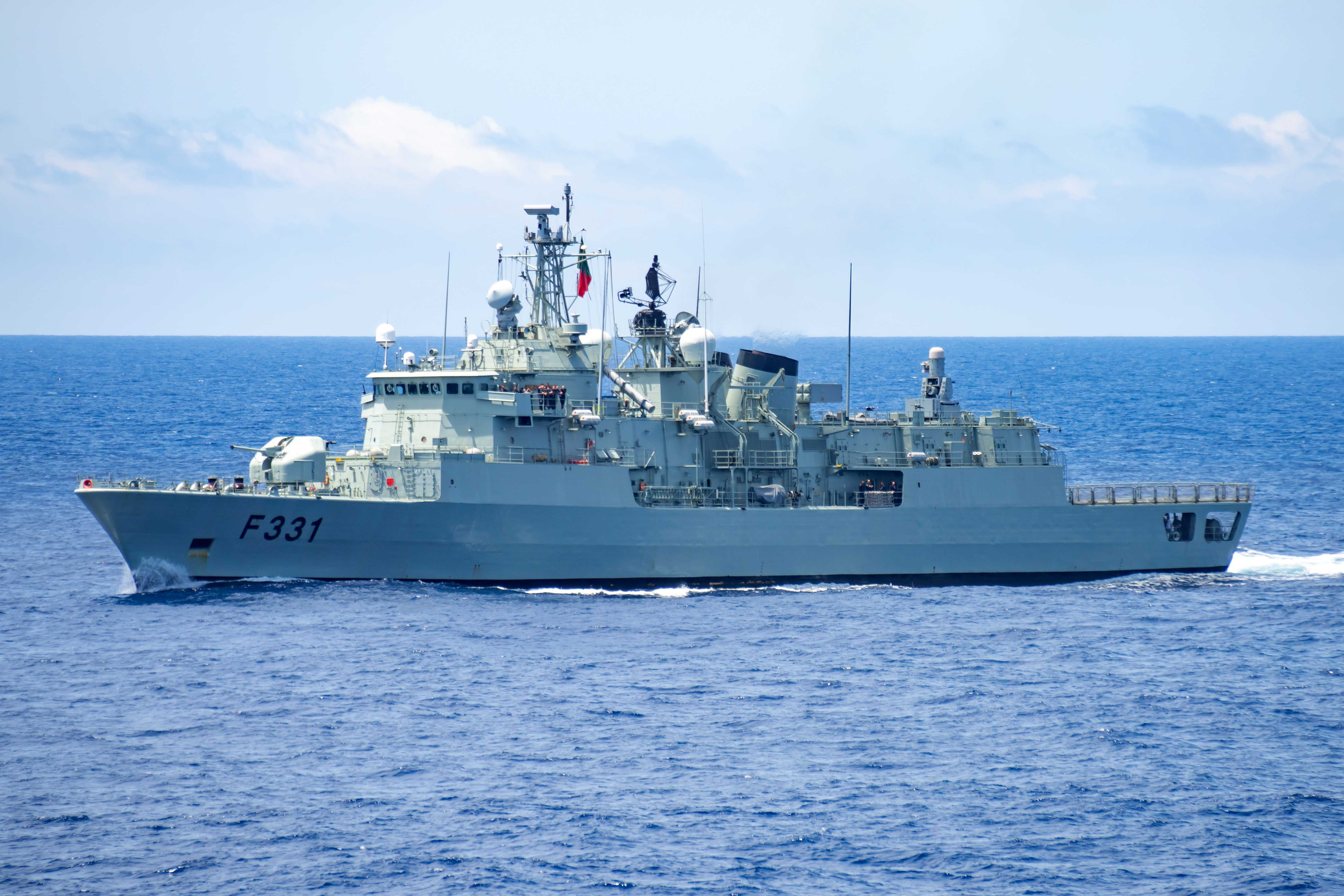
Fregatten Álvares Cabral tillhörande Vasco da Gama-klass.